# 손-지트코프 천체
손-지트코프 천체(영어: Thorne–Ż'ytkow object, TZO)는 적색거성이나 적색 초거성의 핵에 중성자별이 포함되어 있는 가설상의 항성이다. 킵 손과 안나 지트코프에 의해서 1977년에 제창되었다. 이러한 천체의 후보는 몇 개가 발견되고 있지만, 확인된 것은 없다.
손-지트코프 천체는 중성자별이 항성, 일반적으로는 적색 거성 또는 적색 초거성과 충돌했을 때에 형성된다. 충돌 후의 별은, 우주를 헤매게 되는 일이 있다. 손-지트코프 천체를 형성하는 천체간의 충돌은, 매우 혼잡한 성단 중에서 일어날 가능성이 있다. 손-지트코프 천체가 되지 않으면, 중성자별은 쌍성을 구성하게 된다. 완전한 대칭인 초신성 폭발은 존재하지 않기 때문에, 중성자별은, 당초의 궤도로부터 작은 속도를 가지게 된다. 폭발에 의해, 중성자별의 새로운 궤도는 다른 항성과 교차하는 것이나, 또는 그 항성이 주계열성이었던 경우, 적색 거성으로 성장했을 때에 삼켜지는 일이 있다.
중성자별이 적색 거성 안에 들어오면, 중성자별과 외층의 사이에 작용하는 항력이 쌍성계의 궤도를 파괴하면서 중성자별은 적색 거성의 핵으로 침전된다.
초기에 떨어져 있던 거리에 따라, 이 과정은 수백 년의 시간을 동반한다. 두 천체가 최종적으로 충돌하면 중성자별과 적색거성의 핵은 융합된다. 합계 질량이 톨만-오펜하이머-볼코프 한계를 넘는 경우, 블랙홀로 붕괴한다. 그 외의 경우, 두 항성은 융합해서 하나의 중성자별이 된다.
중성자별의 표면은 매우 뜨겁고, 온도는 10 9K을 넘는다. 이 열의 대부분은, 착륙 가스에 의한 핵융합과 중성자별의 중력에 의한 가스의 압축이 유래다. 고온의 탓으로, 통상은 일어나지 않는 핵 과정이 일어난다. 수소는 통상의 항성 핵합성을 하는 것이 아니라, 융합해 다른 동위 원소의 혼합물을 만들어, 또 손-지트코프 천체의 내부에서는, rp-과정이 일어난다고 생각하는 연구자도 있다.
관측 상으로 손-지트코프 천체는 적색 초거성과 비슷하게 보이거나, 수소가 풍부한 표층을 날려 버릴 정도로 충분히 뜨거우면 질소가 풍부한 볼프-레이에 별과 비슷하게 보인다.

## 같이 보기
- 적색거성
- 적색 초거성
- 쿼시 별
- 볼프-레이에별
- 중성자별